# NBA 2014/15
NBA 2014/15 was het 69e seizoen van de NBA. Het begon op 28 oktober 2014 en eindigde op 16 juni 2015. Golden State Warriors werd voor het eerst sinds het seizoen 1974/15 weer kampioen van de NBA. Het bleek het begin van een tijdperk waarin Golden State - aan de hand van sterspeler Stephen Curry - in acht jaar tijd zes keer de NBA-finale zou bereiken en die ook vier keer zou winnen.

## Verloop
Het seizoen begon op 28 oktober 2014 en eindigde op 16 juni 2015, toen Golden State Warriors de zesde wedstrijd van de NBA Finale met 105-97 won en daarmee op 4-2 kwam in de serie tegen verliezend finalist Cleveland Cavaliers. Stephen Curry van Golden State werd verkozen tot NBA Most Valuable Player en zijn ploeggenoot Andre Iguodala tot NBA Finals Most Valuable Player. LeBron James stond in 2014/15 voor het vijfde jaar op rij in de NBA-finale (eerste keer met Cleveland, daarvoor vier keer met Miami Heat). Hij was de eerste speler die dit presteerde sinds de periode waarin Boston Celtics tien keer achter elkaar de eindstrijd haalde (1957-1966).

## Coachwissels
| Team                        | 2013/14                  | 2014/15                  |
| Voor het seizoen 2014/15    | Voor het seizoen 2014/15 | Voor het seizoen 2014/15 |
| --------------------------- | ------------------------ | ------------------------ |
| New York Knicks             | Mike Woodson             | Derek Fisher             |
| Minnesota Timberwolves      | Rick Adelman             | Flip Saunders            |
| Milwaukee Bucks             | Larry Drew               | Jason Kidd               |
| Brooklyn Nets               | Jason Kidd               | Lionel Hollins           |
| Utah Jazz                   | Tyrone Corbin            | Quin Snyder              |
| Los Angeles Lakers          | Mike D'Antoni            | Byron Scott              |
| Golden State Warriors       | Mark Jackson             | Steve Kerr               |
| Cleveland Cavaliers         | Mike Brown               | David Blatt              |
| Detroit Pistons             | John Loyer (interim)     | Stan Van Gundy           |
| Tijdens het seizoen 2014/15 |                          |                          |
| Sacramento Kings            | Michael Malone           | Tyrone Corbin (interim)  |
| Sacramento Kings            | Tyrone Corbin (interim)  | George Karl              |
| Orlando Magic               | Jacque Vaughn            | James Borrego (interim)  |
| Denver Nuggets              | Brian Shaw               | Melvin Hunt (interim)    |

## Eindstand regulier seizoen
| Eastern Conference   | W  | V  |
| -------------------- | -- | -- |
| Atlanta Hawks*       | 60 | 22 |
| Cleveland Cavaliers* | 53 | 29 |
| Chicago Bulls        | 50 | 32 |
| Toronto Raptors*     | 49 | 33 |
| Washington Wizards   | 46 | 36 |
| Milwaukee Bucks      | 41 | 41 |
| Boston Celtics       | 40 | 42 |
| Brooklyn Nets        | 38 | 44 |
| Indiana Pacers       | 38 | 44 |
| Miami Heat           | 37 | 45 |
| Charlotte Hornets    | 33 | 49 |
| Detroit Pistons      | 32 | 50 |
| Orlando Magic        | 25 | 57 |
| Philadelphia 76ers   | 18 | 64 |
| New York Knicks      | 17 | 65 |

| Western Conference      | W  | V  |
| ----------------------- | -- | -- |
| Golden State Warriors*  | 67 | 15 |
| Houston Rockets*        | 56 | 26 |
| LA Clippers             | 56 | 26 |
| Portland Trail Blazers* | 51 | 31 |
| Memphis Grizzlies       | 55 | 27 |
| San Antonio Spurs       | 55 | 27 |
| Dallas Mavericks        | 50 | 32 |
| New Orleans Pelicans    | 45 | 37 |
| Oklahoma City Thunder   | 45 | 37 |
| Phoenix Suns            | 39 | 43 |
| Utah Jazz               | 38 | 44 |
| Denver Nuggets          | 30 | 52 |
| Sacramento Kings        | 29 | 53 |
| LA Lakers               | 21 | 61 |
| Minnesota Timberwolves  | 16 | 66 |

*Winnaars van de zes divisies

## Playoffs
|  | Eerste ronde | Eerste ronde           | Eerste ronde          |   |                       | Conference Halve Finale | Conference Halve Finale | Conference Halve Finale |  |  | Conference Finale | Conference Finale | Conference Finale   |   |  | NBA Finale | NBA Finale | NBA Finale |
|  |              |                        |                       |   |                       |                         |                         |                         |  |  |                   |                   |                     |   |  |            |            |            |
|  |              | Atlanta Hawks          | 4                     |   |                       |                         |                         |                         |  |  |                   |                   |                     |   |  |            |            |            |
|  |              | Brooklyn Nets          | 2                     |   |                       |                         |                         |                         |  |  |                   |                   |                     |   |  |            |            |            |
|  |              | Brooklyn Nets          | 2                     |   | Atlanta Hawks         | 4                       |                         |                         |  |  |                   |                   |                     |   |  |            |            |            |
|  |              |                        |                       |   | Atlanta Hawks         | 4                       |                         |                         |  |  |                   |                   |                     |   |  |            |            |            |
|  |              |                        | Washington Wizards    | 2 |                       |                         |                         |                         |  |  |                   |                   |                     |   |  |            |            |            |
|  |              | Toronto Raptors        | Washington Wizards    | 2 | 0                     |                         |                         |                         |  |  |                   |                   |                     |   |  |            |            |            |
|  |              |                        |                       |   | 0                     |                         |                         |                         |  |  |                   |                   |                     |   |  |            |            |            |
|  |              | Washington Wizards     | 4                     |   |                       |                         |                         |                         |  |  |                   |                   |                     |   |  |            |            |            |
|  |              |                        |                       |   |                       |                         | Atlanta Hawks           | 0                       |  |  |                   |                   |                     |   |  |            |            |            |
|  |              |                        |                       |   |                       |                         |                         |                         |  |  |                   |                   |                     |   |  |            |            |            |
|  |              |                        | Cleveland Cavaliers   | 4 |                       |                         |                         |                         |  |  |                   |                   |                     |   |  |            |            |            |
|  |              | Chicago Bulls          | Cleveland Cavaliers   | 4 | 4                     |                         |                         |                         |  |  |                   |                   |                     |   |  |            |            |            |
|  |              |                        |                       |   | 4                     |                         |                         |                         |  |  |                   |                   |                     |   |  |            |            |            |
|  |              | Milwaukee Bucks        | 2                     |   |                       |                         |                         |                         |  |  |                   |                   |                     |   |  |            |            |            |
|  |              | Milwaukee Bucks        | 2                     |   | Chicago Bulls         | 2                       |                         |                         |  |  |                   |                   |                     |   |  |            |            |            |
|  |              |                        |                       |   | Chicago Bulls         | 2                       |                         |                         |  |  |                   |                   |                     |   |  |            |            |            |
|  |              |                        | Cleveland Cavaliers   | 4 |                       |                         |                         |                         |  |  |                   |                   |                     |   |  |            |            |            |
|  |              | Cleveland Cavaliers    | Cleveland Cavaliers   | 4 | 4                     |                         |                         |                         |  |  |                   |                   |                     |   |  |            |            |            |
|  |              |                        |                       |   | 4                     |                         |                         |                         |  |  |                   |                   |                     |   |  |            |            |            |
|  |              | Boston Celtics         | 0                     |   |                       |                         |                         |                         |  |  |                   |                   |                     |   |  |            |            |            |
|  |              |                        |                       |   |                       |                         |                         |                         |  |  |                   |                   | Cleveland Cavaliers | 2 |  |            |            |            |
|  |              |                        |                       |   |                       |                         |                         |                         |  |  |                   |                   |                     | 2 |  |            |            |            |
|  |              |                        | Golden State Warriors | 4 |                       |                         |                         |                         |  |  |                   |                   |                     |   |  |            |            |            |
|  |              | Golden State Warriors  | Golden State Warriors | 4 | 4                     |                         |                         |                         |  |  |                   |                   |                     |   |  |            |            |            |
|  |              | Golden State Warriors  |                       |   | 4                     |                         |                         |                         |  |  |                   |                   |                     |   |  |            |            |            |
|  |              | New Orleans Pelicans   | 0                     |   |                       |                         |                         |                         |  |  |                   |                   |                     |   |  |            |            |            |
|  |              | New Orleans Pelicans   | 0                     |   | Golden State Warriors | 4                       |                         |                         |  |  |                   |                   |                     |   |  |            |            |            |
|  |              |                        |                       |   | Golden State Warriors | 4                       |                         |                         |  |  |                   |                   |                     |   |  |            |            |            |
|  |              |                        | Memphis Grizzlies     | 2 |                       |                         |                         |                         |  |  |                   |                   |                     |   |  |            |            |            |
|  |              | Portland Trail Blazers | Memphis Grizzlies     | 2 | 1                     |                         |                         |                         |  |  |                   |                   |                     |   |  |            |            |            |
|  |              |                        |                       |   | 1                     |                         |                         |                         |  |  |                   |                   |                     |   |  |            |            |            |
|  |              | Memphis Grizzlies      | 4                     |   |                       |                         |                         |                         |  |  |                   |                   |                     |   |  |            |            |            |
|  |              |                        |                       |   |                       |                         | Golden State Warriors   | 4                       |  |  |                   |                   |                     |   |  |            |            |            |
|  |              |                        |                       |   |                       |                         |                         |                         |  |  |                   |                   |                     |   |  |            |            |            |
|  |              |                        | Houston Rockets       | 1 |                       |                         |                         |                         |  |  |                   |                   |                     |   |  |            |            |            |
|  |              | L.A. Clippers          | Houston Rockets       | 1 | 4                     |                         |                         |                         |  |  |                   |                   |                     |   |  |            |            |            |
|  |              | L.A. Clippers          |                       |   | 4                     |                         |                         |                         |  |  |                   |                   |                     |   |  |            |            |            |
|  |              | San Antonio Spurs      | 3                     |   |                       |                         |                         |                         |  |  |                   |                   |                     |   |  |            |            |            |
|  |              | San Antonio Spurs      | 3                     |   | L.A. Clippers         | 3                       |                         |                         |  |  |                   |                   |                     |   |  |            |            |            |
|  |              |                        |                       |   | L.A. Clippers         | 3                       |                         |                         |  |  |                   |                   |                     |   |  |            |            |            |
|  |              |                        | Houston Rockets       | 4 |                       |                         |                         |                         |  |  |                   |                   |                     |   |  |            |            |            |
|  |              | Houston Rockets        | Houston Rockets       | 4 | 4                     |                         |                         |                         |  |  |                   |                   |                     |   |  |            |            |            |
|  |              | Houston Rockets        |                       |   | 4                     |                         |                         |                         |  |  |                   |                   |                     |   |  |            |            |            |
|  |              | Dallas Mavericks       | 1                     |   |                       |                         |                         |                         |  |  |                   |                   |                     |   |  |            |            |            |

## Prijzen

### Individuele Prijzen
- Most Valuable Player: 
  Stephen Curry (Golden State Warriors)
- Finals Most Valuable Player: 
  Andre Iguodala (Golden State Warriors)
- Rookie of the Year: 
  Andrew Wiggins (Minnesota Timberwolves)
- Defensive Player of the Year 
  Kawhi Leonard (San Antonio Spurs)
- NBA Sixth Man of the Year: 
  Louis Williams (Toronto Raptors)
- Most Improved Player: 
  Jimmy Butler (Chicago Bulls)
- NBA Coach of the Year:
  Mike Budenholzer (Atlanta Hawks)

- NBA Sportsmanship Award: 
 Kyle Korver (Atlanta Hawks)
- J. Walter Kennedy Citizenship Award: 
 Joakim Noah (Chicago Bulls)
- Twyman–Stokes Teammate of the Year Award: 
 Tim Duncan (San Antonio Spurs)
- NBA Community Assist Award: 
 Russell Westbrook (Russell Westbrook)

### All-NBA Teams
- All-NBA First Team:
  - F Anthony Davis, New Orleans Pelicans
  - F LeBron James, Cleveland Cavaliers
  - C Marc Gasol, Memphis Grizzlies
  - G James Harden, Houston Rockets
  - G Stephen Curry, Golden State Warriors

- All-NBA Second Team:
  - F LaMarcus Aldridge, Portland Trail Blazers
  - F Pau Gasol, Chicago Bulls
  - C DeMarcus Cousins, Sacramento Kings
  - G Russell Westbrook, Oklahoma City Thunder
  - G Chris Paul, Los Angeles Clippers

- All-NBA Third Team:
  - F Blake Griffin, Los Angeles Clippers
  - F Tim Duncan, San Antonio Spurs
  - C DeAndre Jordan, Los Angeles Clippers
  - G Klay Thompson, Golden State Warriors
  - G Kyrie Irving, Cleveland Cavaliers

- NBA All-Defensive First Team:
  - F Kawhi Leonard, San Antonio Spurs
  - F Draymond Green, Golden State Warriors
  - C DeAndre Jordan, Los Angeles Clippers
  - G Tony Allen, Memphis Grizzlies
  - G Chris Paul, Los Angeles Clippers

- NBA All-Defensive Second Team:
  - F Anthony Davis, New Orleans Pelicans
  - F Tim Duncan, San Antonio Spurs
  - C Andrew Bogut, Golden State Warriors
  - G Jimmy Butler, Chicago Bulls
  - G John Wall, Washington Wizards

- NBA All-Rookie First Team:
  - Nikola Mirotić, Chicago Bulls
  - Andrew Wiggins, Minnesota Timberwolves
  - Nerlens Noel, Philadelphia 76ers
  - Jordan Clarkson, Los Angeles Lakers
  - Elfrid Payton, Orlando Magic

- NBA All-Rookie Second Team:
  - Bojan Bogdanović, Brooklyn Nets
  - Langston Galloway, New York Knicks
  - Jusuf Nurkić, Denver Nuggets
  - Zach LaVine, Minnesota Timberwolves
  - Marcus Smart, Boston Celtics

1950 · 1951 · 1952 · 1953 · 1954 · 1955 · 1956 · 1957 · 1958 · 1959 · 
1960 · 1961 · 1962 · 1963 · 1964 · 1965 · 1966 · 1967 · 1968 · 1969 · 
1970 · 1971 · 1972 · 1973 · 1974 · 1975 · 1976 · 1977 · 1978 · 1979 · 
1980 · 1981 · 1982 · 1983 · 1984 · 1985 · 1986 · 1987 · 1988 · 1989 · 
1990 · 1991 · 1992 · 1993 · 1994 · 1995 · 1996 · 1997 · 1998 · 1999 · 
2000 · 2001 · 2002 · 2003 · 2004 · 2005 · 2006 · 2007 · 2008 · 2009 · 
2010 · 2011 · 2012 · 2013 · 2014 · 2015 · 2016 · 2017 · 2018 · 2019 · 
2020 · 2021 · 2022 · 2023 · 2024